# Homoty
Homoty – wieś w Polsce położona w województwie podlaskim, w powiecie siemiatyckim, w gminie Mielnik.
W latach 1921–1934 wieś należała do gminy Radziwiłłówka.
W latach 1975–1998 miejscowość położona była w województwie białostockim.
Przez miejscowość przebiega droga wojewódzka nr 658.
Według Powszechnego Spisu Ludności z 1921 roku wieś zamieszkiwało 42 osoby, wśród których 12 było wyznania rzymskokatolickiego, 28 prawosławnego a 5 mojżeszowego. Jednocześnie wszyscy mieszkańcy zadeklarowali polską przynależność narodową. Było tu 9 budynków mieszkalnych.
Wierni kościoła rzymskokatolickiego należą do parafii św. Apostołów Piotra i Pawła w Siemiatyczach Stacji.